# Opp Amaryllis
Opp Amaryllis eller Fredmans sång n:o 31 är en av Fredmans sånger, skriven av Carl Michael Bellman. Den ingick möjligen från början i Fiskarena, ett försök av Bellman att skriva opera, påbörjat 1773, då troligen som intermezzo.
Sången tar formen av en aubade, en morgonsång, där den sjungande unge fiskaren uppvaktar sin älskade Amaryllis och ber henne stiga upp och följa med på fisketur. Först målas den vackra, stilla morgonen upp, innan Amaryllis uppmanas att klä sig, leta reda på sina fiskedon och sedan stiga i båten. Idyllen blir eftersom mindre oskyldig: först uppträder nakna sirener, sedan uppdagas att fiskeplatsen också var platsen där de båda tidigare älskat. I sista strofen övergår temat helt från fiskefänge till förförelse: nu är det Amaryllis som skall fångas, och fiskaren vill hitta en plats där han inte skall störas av det plötsligt stormande vädret: i Amaryllis famn.
Metodiken med den inledande idyllen som eftersom rämnar skulle återkomma i flera av Fredmans epistlar, bland annat n:o 25, Blåsen nu alla.